# Yvon Pailhès
Pour les articles homonymes, voir Pailhès.
Yvon Pailhès (29 avril 1919 à Rouen - 4 février 2007 à Rouen) est un journaliste français, fils de Gontran Pailhès, auteur dramatique et journaliste.

## Biographie
Après des études au lycée Corneille puis à l’École supérieure de commerce et d'industrie de Rouen, il devient journaliste en 1945.
Journaliste à Normandie puis Paris-Normandie, il est chef des informations, reporter, critique radio et télé, chroniqueur judiciaire. Il est le correspond unique de l'ORTF pour la Normandie avant l'installation de la TV à Rouen.

## Publications
- Rouen : un passé toujours présent… rues, monuments, jardins, personnages, Luneray, éditions Bertout, 1994, 285 p. (ISBN 2-86743-219-7)
- Rouen : du passé toujours présent, au passé perdu, Luneray, éditions Bertout, 2004, 230 p. (ISBN 2-86743-539-0)